# 戯曲 (中国)
戯曲（ぎきょく）とは、中国の古典的な演劇の一種。「戯」は舞踊や雑技、「曲」は歌謡の意味で、劇中に舞踏や歌謡が用いられることを特徴とする。科（しぐさ）・白（せりふ）・曲（うた）によって構成され、科白のない散曲と対照される言葉である。日本で一般に戯曲とは文学作品のことを指すので、英語でチャイニーズ・オペラと呼ぶことがある。

## 歴史

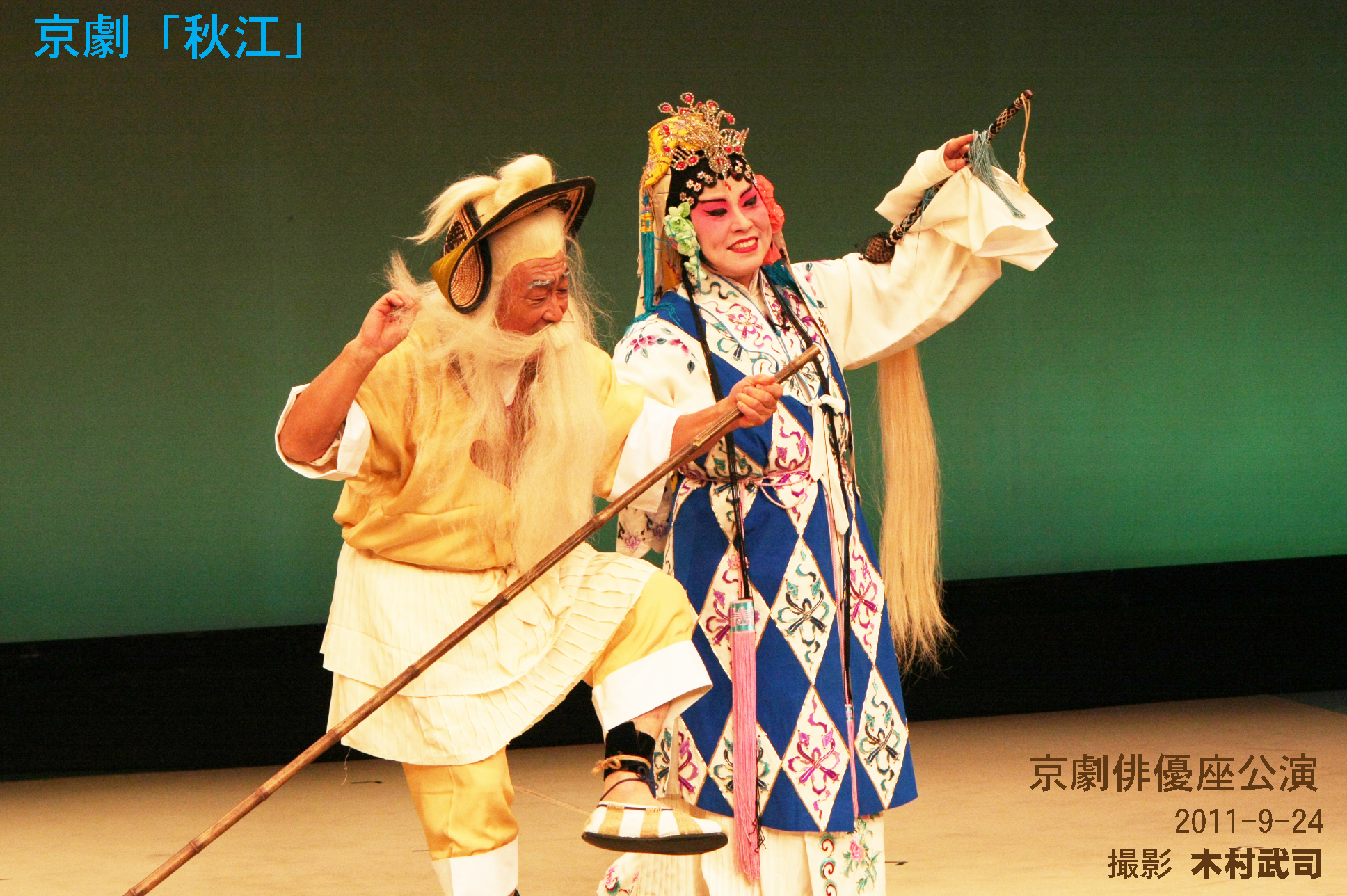
戯曲の作品は時代や劇種を越えても受け継がれる。例えば京劇の演目「秋江」(写真)は、明代の伝奇『玉簪記』の物語の一部を、川劇を経由し、20世紀に京劇に移植したもの。撮影：木村武司

### 漢代
歌戯・百戯・散楽・角抵

### 唐代
歌舞戯・参軍戯

### 宋・元・明・清
- 雑劇（院本・元曲）
  - 西遊雑劇 - 小説西遊記の現存本より古い内容の劇
  - 三国志雑劇 - 三国平話、三国志演義より古い内容の劇
- 戯文
- 伝奇

### 近現代
- 京劇・秦腔・評劇・豫劇・越劇・黄梅戯 ・二人転・吉劇

## 声腔

### 明初の四大声腔
崑山腔、弋陽腔、海塩腔、余姚腔

### 明から現代
- 崑曲（崑腔・崑劇） - 北崑、川崑、湘崑など。川劇・婺劇などの腔調の一つ。
- 高腔 - 川劇・湘劇・贛劇・婺劇などの高腔、辰河高腔・岳西高腔・湖北清戯。
- 梆子腔 - 秦腔・豫劇・晋劇・河北梆子…
- 皮黄腔（西皮腔+二黄腔） - 徽調・漢調→京劇。湘劇・粤劇・桂劇・滇劇…

粤劇に関しては、公益財団法人東洋文庫に田仲一成氏撮影の動画がある。